# Andrea Gjinaj
Andrea Gjinaj (Tirana, 26 maggio 1986) è un ex cestista e allenatore di pallacanestro albanese con cittadinanza italiana.

## Carriera
Con l'Albania ha disputato i Giochi del Mediterraneo di Pescara 2009.